# La Galera (Catalogne)
Pour les articles homonymes, voir La Galera (homonymie).
La Galera  est une commune située dans le nord-est de l'Espagne, en Catalogne, dans la comarque de Montsià (Montsiá   en espagnol) (province de Tarragone). Elle est membre de la mancomunidad de la Taula del Sénia.

## Géographie
La Galera est limitrophe des communes de Ulldecona, Mas de Barberans, Santa Bàrbara, Masdenverge et Godall.

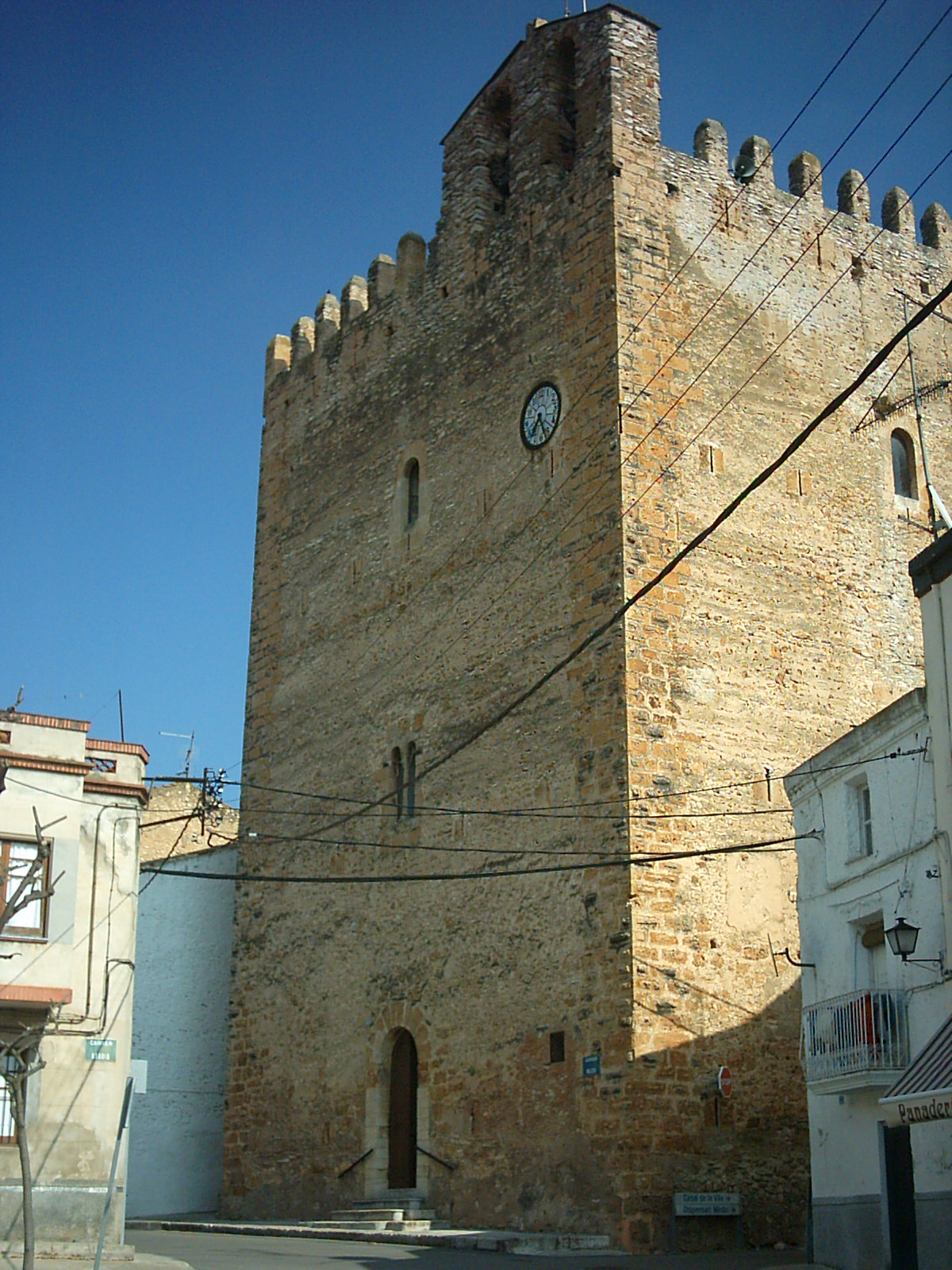
Tour de la Galera, Torre iglesia de la Galera (Tarragona).

## Histoire
Sans pouvoir s'appuyer sur des preuves historiques incontestables, certains historiens estiment que la Galera a une origine romaine.
Les premières archives sur la commune datent de 1320 quand le roi Jacques II d'Aragon donna le contrôle du village appelé Pobla de la Galera à l'archevêque de Tortosa. On pense que la population avait commencé à s'établir à cet endroit depuis 1303.

## Démographie
| 1497   | 1515    | 1553    | 1717 | 1787 | 1857  | 1867  | 1877  | 1900  |
| ------ | ------- | ------- | ---- | ---- | ----- | ----- | ----- | ----- |
| 8 feux | 12 feux | 10 feux | 151  | -    | 1 408 | 1 412 | 1 419 | 1 462 |

| 1910  | 1920  | 1930  | 1940  | 1950  | 1960  | 1970 | 1981 | 1990 |
| ----- | ----- | ----- | ----- | ----- | ----- | ---- | ---- | ---- |
| 1 517 | 1 422 | 1 263 | 1 145 | 1 095 | 1 029 | 870  | 794  | 790  |

| 1992 | 1994 | 1996 | 1998 | 2000 | 2002 | 2004 | 2006 | 2008 |
| ---- | ---- | ---- | ---- | ---- | ---- | ---- | ---- | ---- |
| 750  | 749  | 748  | 734  | 746  | 750  | 774  | 824  | -    |

## Économie
La principale activité économique est l'agriculture. On cultive principalement l'olivier suivi par les carroubiers, la vigne et les amandiers.
Depuis le XVIIe siècle se sont installés à la Galera des maîtres potiers.  Cet artisanat est devenu traditionnel dans la localité. Le village possède un musée où est expliquée l'élaboration des pièces d'argile. Au mois de mai se tient une foire de la poterie.

## Culture
L'édifice le plus remarquable est la Tour de la Galera (torre de la Galera). Elle a été construite en 1340 comme tour de vigie et sa construction fut financée par la ville de Tortosa. Il s'agit d'un édifice de plan rectangulaire et d'une hauteur considérable. En 1684, on modifia son intérieur pour la convertir en l'église paroissiale, dédiée à Saint-Laurent. Les travaux de transformation sont restés suspendus pendant la Guerre de Succession d'Espagne. À ce moment la tour a été utilisée comme caserne militaire. La bénédiction de la nouvelle église eut lieu le 15 août 1711.

## Fêtes
La Galera célèbre sa fête au mois d'août.